# Mendicante e altre storie
Mendicante e altre storie è il quarto album in studio della cantautrice italiana Mariella Nava, pubblicato nel 1992 dalla BMG Ariola in concomitanza con la quarta partecipazione al Festival di Sanremo con la canzone Mendicante, che supera le eliminatorie e si classifica al 12º posto.
Mendicante era appunto il tema portante di questo lavoro, denunciatario, coraggiosamente polemico in tempi forse per le donne non ancora troppo maturi.
La copertina dell'album è affidata a Giorgio Forattini, che rappresenta il suo giudizio sul momento politico che stava attraversando l'Italia agli inizi degli anni '90.
L'album è stato realizzato presso lo Studio Libero di Antonio Coggio e raggiunge la top 40 dei più venduti della settimana.

## Tracce
Testi e musiche di Mariella Nava.
1. Mendicante
2. La casa di Luigi
3. Immagina
4. Ce ne vuole di coraggio
5. Luci lontane
6. È tua la notte
7. Il buttafuori
8. Per essere qualcuno
9. I veri artisti

## Formazione
- Mariella Nava – voce, pianoforte
- Paolo Carta – chitarra
- Pinuccio Pirazzoli – tastiera, cori, programmazione
- Stefano Senesi – pianoforte
- Leonardo Vulpitta – percussioni, tabla, djembe, congas, darabuka, berimbau
- Mauro Negri – sax
- Roberto Davini, Massimo Cardamone, Stefania Labate, Carmelo Labate, Carmelo Lico – cori